# Cause première
Pour les articles homonymes, voir Premier principe.
La cause première, ou premier Principe (en grec ancien : ἀρχή, arkhè), est un concept de philosophie métaphysique. Il s'agit de la première de toutes les causes, c'est-à-dire la plus ancienne ou la plus profonde, celle responsable de l'ordre de l'univers. En philosophie scolastique, selon le raisonnement dit de causalité ou cosmologique, ce concept peut être également assimilé à Dieu. Il est utilisé depuis les philosophes présocratiques. 

## Concept

### Aristote
Aristote déploie, dans sa Métaphysique, une réflexion sur la cause première du cosmos. Il part du postulat que l'univers est compréhensible, et que tout ce qui est contingent a une cause. Le monde sublunaire étant celui de la matière, de la contingence, de la puissance, il est nécessaire qu'il y ait eu une substance supérieure, éternelle et incorruptible, qui ait mis en mouvement le monde sans être lui-même mû par quoi que ce soit. 
La démonstration du Stagirite ne part pas de la prémisse « tout a une cause », mais de prémisses différentes comme « tout être contingent a une cause » ou bien « tout être mû est mû par un autre ». Pour Aristote, le premier moteur (πρῶτον κινοῦν), simultané au mû, est absolument immobile (παντελῶς ἀκίνητον), n’ayant en lui-même ni mouvement ni principe de mouvement. Il n’est pas pris comme cause finale (c’est-à-dire « ce en vue de quoi », τὸ οὗ ἕνεκεν), mais comme origine du mouvement (ὅθεν ἡ ἀρχὴ τῆς κινήσεως), c’est-à-dire comme cause efficiente, ou cause motrice. C’est cette cause efficiente qui « meut » au sens propre. 
Ce premier moteur, le Dieu aristotélicien, est source ultime du bien : « Il cause l’ordre du monde, premièrement à titre d’objet du désir du monde, mais en second lieu comme une source régulatrice. » La substance de ce Premier Moteur est cause en acte (ὴ οὐσία ἐνέργεια). 
Le commentaire de Hegel sur cette question est : 

« La substance absolue, ce qui est véritable, l’étant-en-et-pour-soi, se définit alors chez Aristote de façon plus précise : c’est le non-mû, l’immobile et l’éternel, qui est en même temps moteur, activité pure, actus purus. C’est le moment universel. Si dans les Temps modernes il a paru nouveau de définir l’essence absolue comme pure activité, cette apparence de nouveauté procède, nous le voyons, de l’ignorance du concept aristotélicien. Les Scolastiques y ont vu avec raison la définition de Dieu : Dieu est l’activité pure. »

### Présocratiques, Aristote, et néoplatoniciens
Nombre de philosophes antiques ont avant Aristote et les néoplatoniciens tenté de déterminer le Premier Principe ou la Cause première de toute chose. Les plus anciens étaient peut-être les pythagoriciens, pour qui les Nombres et en particulier l'Un étaient le Premier principe, et les Physiciens, qui leur préféraient en général un ou plusieurs des quatre éléments ; certains, même, ont pu considérer comme Premier principe le Chaos, à commencer par Hésiode. Sextus Empiricus donne une liste longue et pourtant incomplète de leurs diverses opinions :

« Phérécyde de Syros a dit effectivement que la terre était principe de tout, Thalès de Milet que c’était l’eau, son élève Anaximandre l’infini, Anaximène et Diogène d'Apollonie l’air, Hippase de Métaponte le feu, Xénophane de Colophon la terre et l’eau, Œnopide de Chios le feu et l’air, Hippon de Rhegium le feu et l’eau, Onomacrite dans ses écrits orphiques le feu, l’eau et la terre, les partisans d’Empédocle tout comme les stoïciens le feu, l’air, l’eau et la terre – en effet en ce qui concerne la fantastique matière sans qualité qui a cours chez certains, eux-mêmes n’assurant pas qu’ils la saisissent, pourquoi faudrait-il encore en parler ? –, les disciples d’Aristote le Péripatéticien le feu, l’air, l’eau, la terre et le corps qui se meut en cercle, Démocrite et Épicure les atomes, Anaxagore de Clazomène les homéomères, Diodore surnommé Cronos les corps minimaux sans parties, Héraclide du Pont et Asclépiade de Bithynie des masses irrégulières, les disciples de Pythagore les nombres, les mathématiciens les limites des corps, Straton le Physicien les qualités. »

Comme on peut le voir dans ce texte, il existe avant Aristote une confusion entre diverses façons de comprendre le Premier Principe : comme cause originelle de tout, ou comme cause matérielle de tout, c'est-à-dire composant de tout. Il est en ce sens possible de déceler plusieurs Premiers Principes différents chez Platon : soit l'Idée du Bien, soit le Démiurge, soit la Chôra.
Aristote dit lui-même de ses prédécesseurs et des quatre éléments :

« Certains sont d'avis que la nature et la substance des êtres qui sont par nature est le [constituant] interne premier de chaque chose, par soi dépourvu de structure, par exemple que d'un lit la nature c'est le bois, d'une statue l'airain. [...] Mais si chacune de ces réalités subit la même chose par rapport à quelque chose d'autre (par exemple l'airain et l'or par rapport à l'eau [du fait qu'ils fondent], les os et le bois par rapport à la terre, et de même pour n'importe laquelle des autres réalités de ce genre), c'est cette dernière chose qui est leur nature et leur substance. En vertu de quoi certains disent que c'est le feu qui est la nature des étants, d'autres que c'est la terre, d'autres l'air, d'autres l'eau, d'autres certains de ces [éléments], d'autres tous. En effet, celui qui suppose que l'un de ces [éléments] est tel, qu'il y en ait un ou plusieurs, prétend que celui-ci ou ceux-ci sont la substance dans sa totalité, alors que toutes les autres choses en sont des affections, des états et des dispositions ; et n'importe laquelle de ces réalités serait éternelle, car [en tant que principes] elles ne subissent aucun changement à partir d'elles-mêmes, alors que tout le reste naît et périt sans fin. »

Ainsi Aristote explique-t-il bien en quoi consiste la Cause première : elle est le dénominateur commun de tout le réel, ce dont tout le reste part et ce à quoi il revient, ce dont tout le reste n'est qu'« affections, états et dispositions ».
Aristote, dans sa Métaphysique, donne une nouvelle impulsion au concept de cause et en particulier à celui de Cause première. Sa Cause première, aussi appelée le premier moteur immobile et la pensée de la pensée, équivaut à peu près au Noûs d'Anaxagore, dont il a énormément développé le concept.
C'est cette conception qui, combinée à celles de Parménide et Platon, donnera lieu à l'essentiel de la philosophie de Plotin et de ses disciples, les néoplatoniciens : le Premier principe devient chez eux l'Un, qui est en coïncidence parfaite avec le Bien. Certains philosophes chrétiens de forte inspiration néoplatonicienne, comme Boèce et Denys l'Aréopagite, feront le pont entre Antiquité et Moyen Âge en assimilant indirectement le Premier Principe à Dieu ; mais il faudra attendre la redécouverte d'Aristote par l'Occident au moment des Croisades pour que la doctrine scolastique naisse réellement en s'inspirant de la philosophie arabe.

### École scolastique
À partir du Xe siècle (Gerbert d'Aurillac) et surtout du XIIe siècle, par les traductions en syriaque des chrétiens orientaux (Athanase II d'Antioche, Ishaq ibn Hunayn…) auxquelles eurent accès Avicenne et Averroès (qui ignoraient le grec ancien), puis par traduction directe du grec, on redécouvrit la philosophie d'Aristote. Les manuscrits des auteurs musulmans et grecs furent recopiés par les copistes du Moyen Âge dans les scriptoria des monastères. Des traductions eurent lieu entre 1120 et 1190 à Tolède et dans quelques villes d'Italie.
Voir détails Traductions latines du XIIe siècle et Renaissance du XIIe siècle § Un apport de connaissances décisif
On parvint ainsi à restructurer le savoir dans les universités au XIIIe siècle, ce qui donna la philosophie scolastique (saint Thomas d'Aquin).
- Les quatorze livres en rapport avec la philosophie première d'Aristote et venant après la Physique furent regroupés dans la Métaphysique (littéralement « après la Physique »).
- Les livres en rapport avec la logique furent regroupés dans l'Organon.

Thomas d'Aquin reprend la démonstration d'Aristote. 

### Philosophie moderne (XVIIesiècle)
Le XVIIe siècle fut un siècle de forte spéculation philosophique, en raison de la remise en cause cosmologique due à la théorie de Copernic (1543) sur l'héliocentrisme. Cette théorie n'était pas acceptée à l'époque de Copernic, et fut remise en honneur presque cent ans plus tard par Galilée. Cette théorie se heurta aux interdits des autorités religieuses de l'époque.
La théorie de l'héliocentrisme défiait les autorités ecclésiastiques, car elle remettait en cause la valeur du sens littéral des textes bibliques, qui, à l'époque, affirmaient que la terre était immobile, comme le disait cette ligne du psaume 93 (92) (Dieu, Roi de l'Univers) :
« Tu as fixé la terre, immobile et ferme ».
Nota : la formulation de ce psaume a été revue : « le monde reste ferme, inébranlable ».
On s'appuyait encore sur la théorie cosmologique de Ptolémée, le géocentrisme (adopté auparavant par Aristote), qui elle-même était parvenue en occident par la civilisation islamique.

Avec l'arrivée de l’héliocentrisme, les hommes de science prirent conscience que l'univers était probablement infini en étendue. Cela amena beaucoup de spéculations sur l'infini, et sur la possibilité qu'il existe une infinité d'êtres. Ainsi par exemple, Descartes appuya sa métaphysique sur un principe premier, à savoir Dieu. Cependant, il affirma que ce principe causait un enchaînement infini (et non fini) de causes et d'effets. Ce faisant, il contestait la validité de la preuve aristotélicienne de l'existence de Dieu, selon laquelle il ne peut y avoir une suite infinie de causes.
L'attitude de Descartes était très axée sur le sujet pensant, raisonnant (voir solipsisme).
Descartes remit ainsi en cause les principes d'Aristote que la scolastique avait réconciliés avec le christianisme.
La méthode imaginée par Descartes permettait des explications des phénomènes, par déduction (ou intuition) sur l'enchaînement des causes et des effets, toujours selon le principe de causalité.
Dans les Principes de la philosophie, son dernier ouvrage (1644), Descartes indique :
« Ainsi toute la philosophie est comme un arbre, dont les racines sont la métaphysique, le tronc est la physique et les branches qui sortent de ce tronc sont toutes les autres sciences qui se réduisent à trois principales, à savoir la médecine, la mécanique et la morale, j’entends la plus haute et la plus parfaite morale, qui, présupposant une entière connaissance des autres sciences, est le dernier degré de la sagesse. Or comme ce n’est pas des racines, ni du tronc des arbres, qu’on cueille les fruits, mais seulement des extrémités de leurs branches, ainsi la principale utilité de la philosophie dépend de celles de ses parties qu’on ne peut apprendre que les dernières. »
Descartes remet en cause le découpage traditionnel de la philosophie en trois grandes branches : métaphysique, logique, éthique.

### AuXIXesiècle
Il y eut un travail important fait par les protestants sur l'Ancien Testament.
La ligne du psaume 93 (92) est actuellement rédigée ainsi :
- Dans la traduction œcuménique de la Bible :

« Oui, le monde reste ferme, inébranlable, »
- Dans la traduction de la Bible de Jérusalem :

« Oui, le monde est stable ; point ne bronchera. »
Auguste Comte a complètement rejeté l'idée même de cause première, rejetant par la même occasion la métaphysique (que Descartes avait conservée à sa façon). Pour Comte, la métaphysique devient un stade dépassé de l'humanité, elle n'est plus une démarche ni un domaine de connaissance valides, car les réussites de la science doivent faire passer l'humanité à un stade dit « positif », par la « loi des trois états ».
Le spirite Allan Kardec, fondateur du spiritisme, convoque en revanche, pour sa part, l'argument de la cause première au début de son œuvre : « Pourrait-on trouver la cause première de la formation des choses dans les propriétés intimes de la matière ? Mais alors, quelle serait la cause de ces propriétés ? Il faut toujours une cause première. Attribuer la formation première des choses aux propriétés intimes de la matière serait prendre l'effet pour la cause, car ces propriétés sont elles-mêmes un effet qui doit avoir une cause ».

### AuXXesiècle
On peut se demander s'il n'y a pas eu un glissement de sens du mot cause du sens « finalité » au sens « cause d'un phénomène » (voir l'article : cause).
La lettre encyclique Fides et ratio du pape Jean-Paul II (septembre 1998) souligne l'importance du fondement, comme le montre cet extrait.